# Мочегай (Бугурусланский район)
Мочегай — упразднённое село в Бугурусланском районе Оренбургской области. На момент упразднения входило в состав сельского поселения Бестужевский сельсовет. Исключено из учётных данных в 1999 году.

## География
Располагалось на правом берегу реки Мочегай, на расстоянии примерно 1 километр к северу от села Михайловка.

## История
По данным на 1931 год хутор Мочегай состоял из 25 хозяйств. В административном отношении входил в состав сельсовета имени III Интернационала Боклинского района Средневолжского края. Являлось отделением колхоза «Ленинский путь».
До 1990-х годов было известно под названием Большой Мочегай.
Постановление Законодательного Собрания Оренбургской области от 19.02.1999 № 209/39-ПЗС село исключено из учётных данных.

## Население
По данным на 1930 год на хуторе проживало 123 человека.